# Aeroportul Internațional John Glenn Columbus
Aeroportul Internațional John Glenn Columbus (IATA: CMH, ICAO: KCMH, FAA LID: CMH) este un aeroport din Columbus, Comitatul Franklin, Ohio, Ohio, Statele Unite ale Americii ce deservește zona Columbus. Aeroportul a fost tranzitat în 2023 de 8.375.281 de pasageri. A fost deschis în 8 iulie 1929 și numit după zona deservită.
Situat la o altitudine de 248 m, aeroportul dispune de 2 piste. Este operat de Columbus Regional Airport Authority⁠(d).

## Infrastructură

### Piste
Aeroportul dispune de 2 piste. Pista 10L/28R are suprafața de asfalt și dimensiunile 8.000 picioare × 150 picioare. Pista 10R/28L are suprafața de asfalt și dimensiunile 10.113 picioare × 150 picioare. 